# ریکی تاکوچی
ریکی تاکوچی (انگلیسی: Riki Takeuchi؛ زادهٔ ۴ ژانویهٔ ۱۹۶۴ خواننده، تهیه‌کننده فیلم، و بازیگر اهل ژاپن است. وی از سال ۱۹۸۵ میلادی تاکنون مشغول فعالیت بوده‌است.
از فیلم‌ها یا برنامه‌های تلویزیونی که وی در آن نقش داشته‌است می‌توان به حمام رومی ۲، مرده یا زنده ۲: پرندگان، مرده یا زنده (فیلم)، و فودوئو: نسل جدید اشاره کرد.